# Lugunga
Lugunga è una circoscrizione mista (mixed ward) della Tanzania situata nel distretto di Mbogwe, regione di Geita. Conta una popolazione di 14 982 abitanti (censimento 2012).